# 분노의 윤리학
"분노의 윤리학"은 2013년에 개봉한 대한민국의 영화이다. 미모의 여자 대학원생 살인사건을 둘러싸고 벌어지는 이야기를 다룬 스릴러 영화이다. 각본 완성 후 대중적이지 못하다는 이유로 7년 동안 영화화되지 못했으나, 독특한 이야기와 구성으로 각 스태프들과 배우들의 선택을 받으며 제작할 수 있었다. 특이하게도 시나리오를 발굴한 스탭들이 직접 제작사를 설득해 크랭크인된 작품이다. 신예 연기파 배우들의 조합으로 더욱 유명해졌으며, 각 배우들이 역할을 직접 선택했고, 배우나 스탭들이 노개런티 또는 저개런티로 참여해 영화제작을 도왔다. 2013년 1월 30일, 서울 롯데시네마 건대입구점에서 제작보고회를 가졌고, 2월 14일에 같은 장소에서 언론시사회를 가졌다.

## 캐스팅
- 이제훈 - 김정훈 역 (도청한 남자)
- 조진웅 - 박명록 역 (이용한 남자)
- 곽도원 - 김수택 역 (간음한 남자)
- 김태훈 - 한현수 역 (스토킹한 남자)
- 문소리 - 김선화 역
- 고성희 - 김진아 역
- 이은우 - 은영 역
- 이새별 - 지연 역
- 한성용 - 민태 역
- 이승준 - 검찰수사관 역
- 최광일 - 최 변호사 역
- 박병은 - 포토그래퍼 이지훈 역
- 김준규 - 군대동기 역
- 이동하 - 임검사 역
- 김기천 - 경비원 재만 역
- 민복기 - GG사장 역
- 박길수 - 전자상가사장 역
- 진용욱 - 문 형사 역
- 채동현 - 제복경찰 1 역
- 곽진무 - 제복경찰 2 역

## 수상
- 2013년 제37회 몬트리올 세계영화제 장편부문 초청
- 2014년 제12회 피렌체 한국영화제 초청